# Titres honorifiques de la fédération de Russie

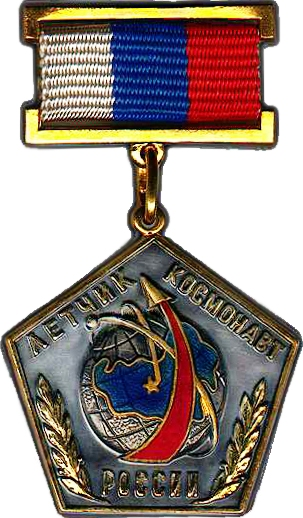
Insigne de pilote-cosmonaute de la fédération de Russie.

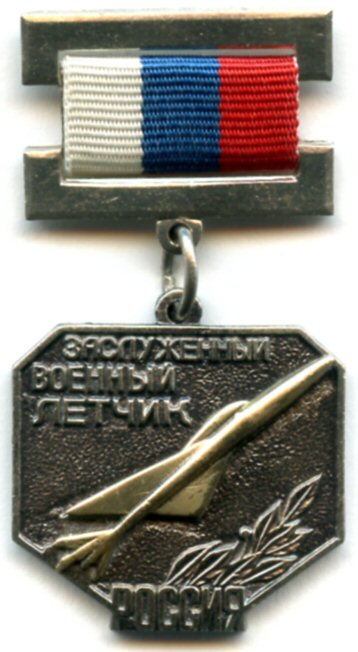
Insigne de pilote militaire honoré de la fédération de Russie.

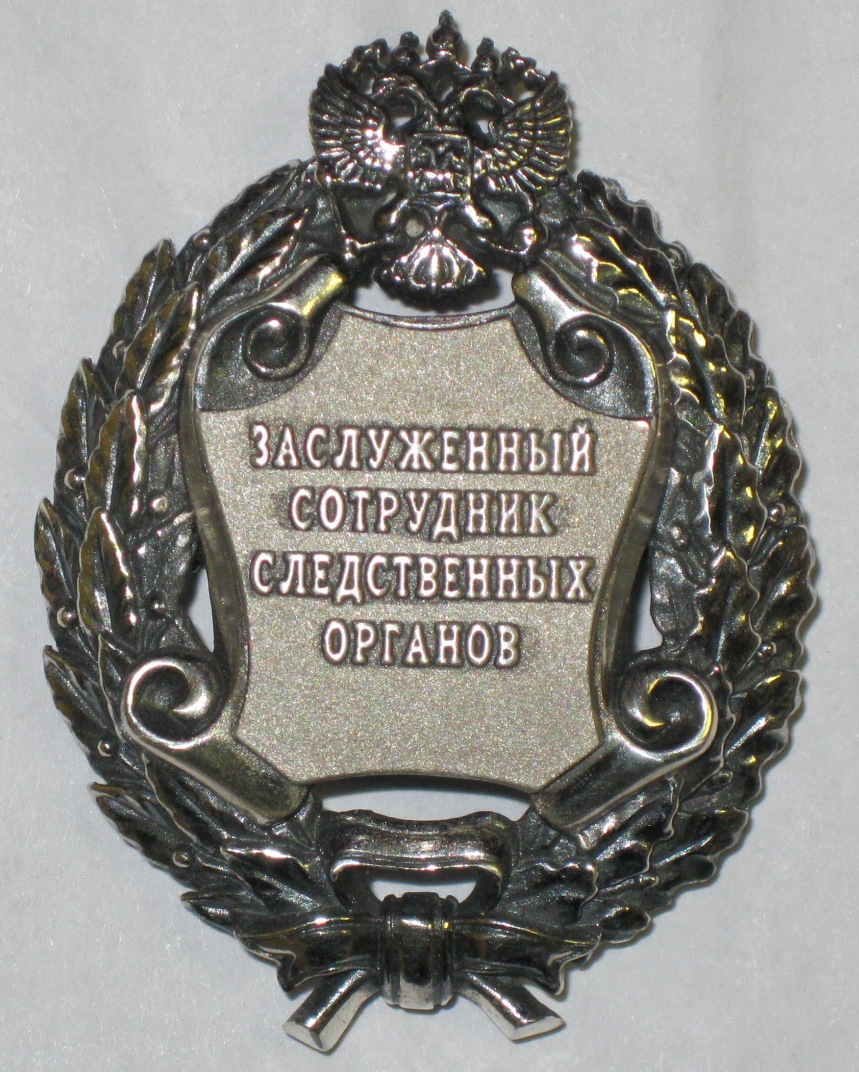
Insigne d'employé honoré des autorités investigatrices de la fédération de Russie.

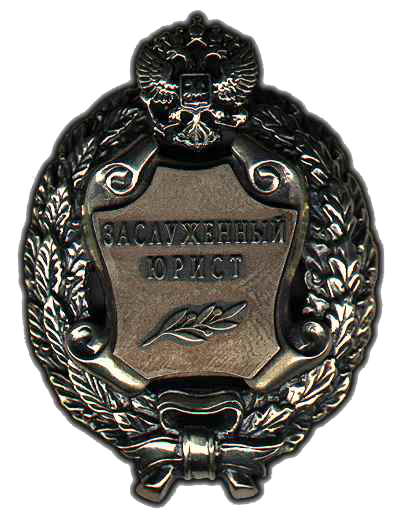
Insigne d'avocat honoré de la fédération de Russie.

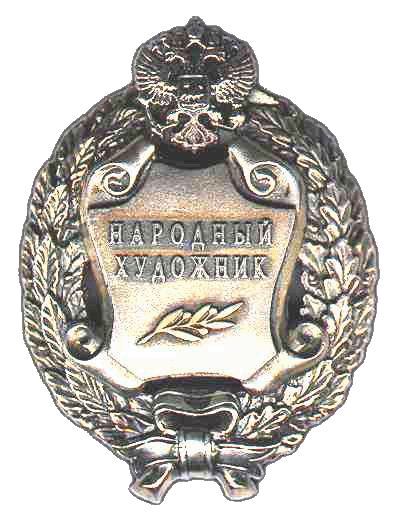
Insigne d'artiste du peuple de la fédération de Russie.

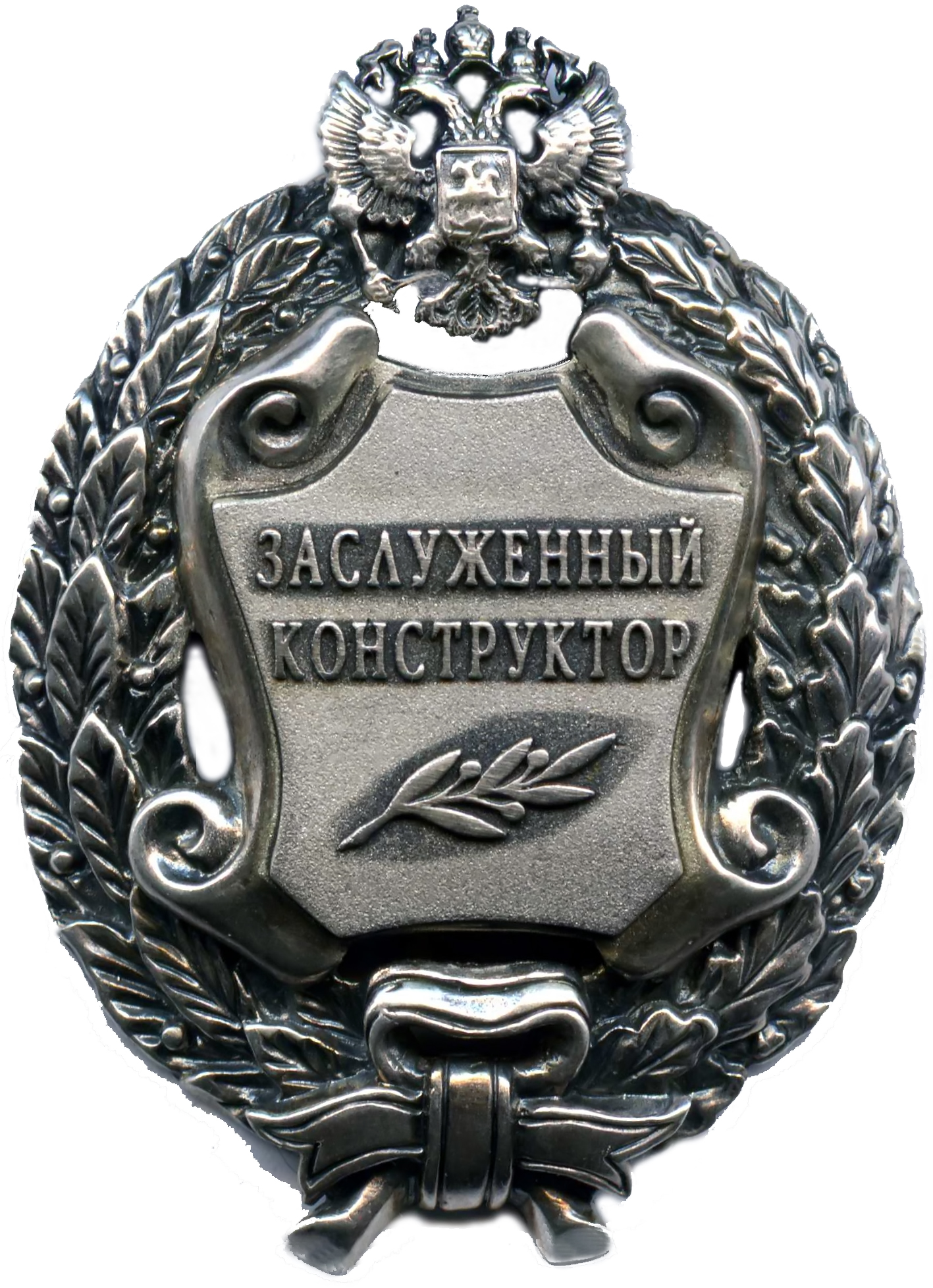
Insigne de constructeur honoré de la fédération de Russie.

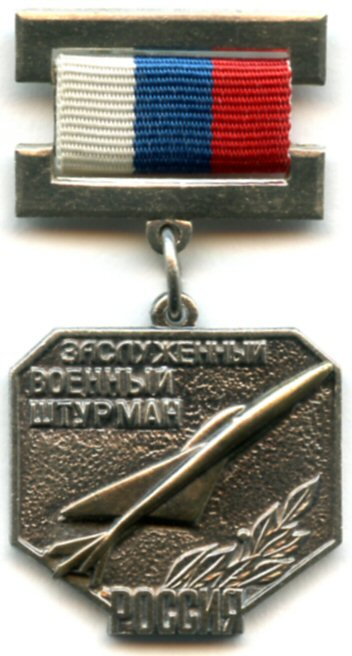
Insigne de navigateur militaire honoré de la fédération de Russie.

Les titres honorifiques de la fédération de Russie (russe : Почётные звания Российской Федерации) sont des honneurs décernés par l’État aux citoyens de la fédération de Russie pour  des réalisations professionnelles, sociales ou de valeur exceptionnelles.
Pendant la période de l'Union soviétique, un système de titres professionnels honorifiques a été créé pour être utilisé dans l'URSS afin de reconnaître les réalisations exceptionnelles professionnelles personnelles. Les titres honorifiques ont été également utilisés dans certains autres états et pays communistes du bloc de l'Est. Certains états post-soviétiques ont basé certaines de leurs décorations sur le système soviétique.
Le 30 décembre 1995, le président russe Boris Eltsine a signé le décret présidentiel no 1341 dictant la mise en place du système de titres honorifiques de la fédération de Russie. Avant cela, les actes juridiques visés aux titres honorifiques de la RSFSR avaient encore autorité sur le sujet. La plupart des titres honorifiques soviétiques ont été retenus dans la fédération de Russie.

## Liste des titres honorifiques
1. Héros de la fédération de Russie
2. Héros du Travail de la fédération de Russie
3. Pilote-cosmonaute de la fédération de Russie
4. Pilote militaire honoré de la fédération de Russie
5. Navigateur militaire honoré de la fédération de Russie
6. Artiste du peuple de la fédération de Russie
7. Agronome honoré de la fédération de Russie (abrogé)
8. Architecte honoré de la fédération de Russie
9. Vétérinaire honoré de la fédération de Russie (abrogé)
10. Spécialiste militaire honoré de la fédération de Russie
11. Docteur honoré de la fédération de Russie
12. Géologue honoré de la fédération de Russie
13. Travailleur de l’industrie des arts honoré de la fédération de Russie
14. Érudit honoré de la fédération de Russie
15. Arpenteur-géomètre honoré de la fédération de Russie
16. Spécialiste de l'élevage du bétail honoré de la fédération de Russie (abrogé)
17. Inventeur honoré de la fédération de Russie (abrogé)
18. Constructeur honoré de la fédération de Russie
19. Spécialiste des forêts honoré de la fédération de Russie
20. Pilote d'essai honoré de la fédération de Russie
21. Maître honoré de la formation professionnelle de la fédération de Russie
22. Ingénieur honoré de la fédération de Russie
23. Améliorateur honoré de la fédération de Russie (abrogé)
24. Métallurgiste honoré de la fédération de Russie
25. Météorologiste honoré  de la fédération de Russie
26. Métrologue honoré de la fédération de Russie (abrogé)
27. Ingénieur agricole honoré de la fédération de Russie (abrogé)
28. Pilote honoré de la fédération de Russie
29. Travailleur des services publics honoré de la fédération de Russie (abrogé)
30. Travailleur honoré en géodésie et en cartographie de la fédération de Russie
31. Travailleur honoré du logement et des services communaux de la fédération de Russie
32. Travailleur honoré des services de santé de la fédération de Russie
33. Travailleur honoré de la Culture de la fédération de Russie
34. Travailleur honoré de l'industrie forestière de la fédération de Russie
35. Travailleur honoré de l'industrie pétrolière et gazière de la fédération de Russie
36. Travailleur honoré de l'industrie alimentaire de la fédération de Russie
37. Travailleur honoré des pêcheries de la fédération de Russie
38. Travailleur honoré des communications de la fédération de Russie
39. Travailleur honoré de l'agriculture de la fédération de Russie
40. Travailleur honoré des services sociaux de la fédération de Russie
41. Travailleur honoré de l’industrie textile et légère de la fédération de Russie
42. Travailleur honoré de l'industrie du commerce de la fédération de Russie (abrogé)
43. Travailleur honoré de l'industrie des transports de la fédération de Russie
44. Travailleur honoré de la culture physique de la fédération de Russie
45. Innovateur honoré de la fédération de Russie (abrogé)
46. Sauveteur honoré de la fédération de Russie
47. Constructeur honoré de la fédération de Russie
48. Enseignant honoré de la fédération de Russie
49. Chimiste honoré de la fédération de Russie
50. Artiste honoré de la fédération de Russie
51. Mineur honoré de la fédération de Russie
52. Navigateur honoré de la fédération de Russie
53. Navigateur d’essai honoré de la fédération de Russie
54. Écologiste honoré de la fédération de Russie
55. Économiste honoré de la fédération de Russie
56. Ingénieur honoré de l'industrie de l'énergie de la fédération de Russie
57. Avocat honoré de la fédération de Russie
58. Travailleur honoré de l'enseignement supérieur de la fédération de Russie
59. Garde-frontalier honoré de la fédération de Russie (abrogé)
60. Officier honoré du Service de renseignement extérieur de la fédération de Russie
61. Officier honoré des organes fédérales de sécurité de la fédération de Russie
62. Membre honoré du Service diplomatique de la fédération de Russie
63. Officier honoré du ministère de l'Intérieur de la fédération de Russie
64. Architecte du peuple de la fédération de Russie
65. Enseignant du peuple de la fédération de Russie
66. Architecte du peuple de la fédération de Russie
67. Travailleur honoré de l'industrie spatiale de la fédération de Russie
68. Officier honoré des douanes de la fédération de Russie
69. Employé honoré des organes de sécurité d’État de la fédération de Russie
70. Travailleur honoré du bureau du procureur de la fédération de Russie
71. Employé honoré des autorités de contrôle des drogues de la fédération de Russie
72. Inventeur honoré de la fédération de Russie
73. Employé honoré des autorités investigatrices de la fédération de Russie
74. Travailleur honoré de l'industrie nucléaire de la fédération de Russie

## Sources
- (en) Cet article est partiellement ou en totalité issu de l’article de Wikipédia en anglais intitulé « Honorary titles of Russia » (voir la liste des auteurs).
- La Gazette de Russie (en russe)
- Site du président de la fédération de Russie (en russe et en anglais)